# Казума Ватанабе
Казума Ватанабе (јап. 渡邉 千真; 10. август 1986) јапански је фудбалер.

## Каријера
Током каријере играо је за Јокохама Ф. Маринос, Токио, Висел Кобе и Гамба Осака.

## Репрезентација
За репрезентацију Јапана дебитовао је 2010. године.

## Статистика
| Јапан  | Јапан | Јапан |
| Год.   | Ута.  | Гол.  |
| ------ | ----- | ----- |
| 2010   | 1     | 0     |
| Укупно | 1     | 0     |